# امانوئل شریکی
امانوئل سوفی اَن شریکی (فرانسوی: Emmanuelle Sophie Anne Chriqui‎؛ ‏ تلفظ نام‌خانوادگی: ‎/ˈʃriːki/‎ ‏ SHREE-kee؛ ‏ زاده ۱۰ دسامبر ۱۹۷۵) بازیگر مراکشی‌تبار اهل کانادا و از یهودیان ارتدکس است. وی از سال ۱۹۹۵ میلادی تاکنون مشغول فعالیت بوده است.
مادر او زادهٔ کازابلانکا و پدرش زادهٔ رباط (مراکش) بودند و این خانواده پس از مهاجرت به کانادا در مارکهام ساکن شدند. مادرش که آرایشگر بود و به او گفته بود که روزی بازیگر خواهد شد، وقتی امانوئل ۱۶ ساله بود، درگذشت.

## گزیدهٔ فیلم‌شناسی

### سینما
- دیترویت راک سیتی (۱۹۹۹)
- روز برفی (۲۰۰۰)
- ۱۰۰ دختر (۲۰۰۰)
- روی خط (۲۰۰۱)
- پیچ اشتباه (۲۰۰۳)
- ریک (۲۰۰۴)
- کلاغ: دعای شیطانی (۲۰۰۵)
- انتظار… (۲۰۰۵)
- نشنال لمپون آدام و ایو (۲۰۰۵)
- در میکس (۲۰۰۵)
- بعد از سکس (۲۰۰۷)
- اوت (۲۰۰۸)
- تو حریف زوهان نمی‌شی (۲۰۰۸)
- شکنجه (۲۰۰۸)
- کادیلاک رکوردز (۲۰۰۸)
- زنان در دردسر (۲۰۰۹)
- قدیس جان از لاس وگاس (۲۰۰۹)
- گرفتن شانس (۲۰۰۹)
- ۱۳ (۲۰۱۰)
- الکترا لاکس (۲۰۱۰)
- دختر وارد یک بار می‌شود (۲۰۱۱)
- ۵ روز جنگ (۲۰۱۱)
- فورت بلیس (۲۰۱۴)
- تاریخچه کوتاه زوال (۲۰۱۴)
- دارودسته (۲۰۱۵)
- مراحل (۲۰۱۵)
- کشتن عیسی (۲۰۱۵)
- هفت تکه از زمان (۲۰۱۸)
- سربازان فوق‌العاده ۲ (۲۰۱۸)
- شوالیه قبل از کریسمس (۲۰۱۹)
- مردن در تیراندازی (۲۰۲۱)

### تلویزیون
- آیا از تاریکی هراس دارید؟ (۱۹۹۶)
- عامل ناشناخته (۱۹۹۷)
- دانشکده پلیس (۱۹۹۸)
- او. سی. (۲۰۰۵)
- دارودسته (۲۰۱۱–۲۰۰۵)
- مرغ ربات (۲۰۰۹–۲۰۰۸)
- خانواده بورجا (۲۰۱۱)
- روان‌کاو (۲۰۱۳–۲۰۱۲)
- کشتن عیسی (۲۰۱۵)
- سوپرمن و لوئیز (۲۰۲۴–۲۰۲۱)

### حضور در موزیک ویدئو
- آن عشق کجاست؟ (۲۰۱۶)

### صداپیشگی در بازی‌های ویدئویی
- ندای وظیفه: بلک اپس (۲۰۱۰)